# Песковский сельсовет (Юргамышский район)
Песко́вский сельсовет — упразднённые административно-территориальная единица и муниципальное образование со статусом сельского поселения в составе Юргамышского района Курганской области.
Административный центр — село Пески.
С 23 декабря 2021 года Законом Курганской области от 10.12.2021 № 143 муниципальный район был преобразован в муниципальный округ, сельсовет упразднён.

## История
В соответствии с Законом Курганской области от 6 июля 2004 года № 419 сельсовет наделён статусом сельского поселения.

## Население
| 1989 | 2002 | 2004 | 2010 | 2012 | 2013 | 2014 |
| ---- | ---- | ---- | ---- | ---- | ---- | ---- |
| 513  | ↗536 | ↘525 | ↘371 | ↘365 | ↘346 | ↘317 |
| 2015 | 2016 | 2017 | 2018 | 2019 | 2020 |      |
| ↘305 | ↘297 | ↘292 | ↘286 | ↘259 | ↘252 |      |

## Состав сельского поселения
| № | Населённый пункт | Тип населённого пункта       | Население |
| - | ---------------- | ---------------------------- | --------- |
| 1 | Вишневая         | деревня                      | ↘96       |
| 2 | Пески            | село, административный центр | ↘275      |